# Équipe d'Argentine de football à la Copa América 1997
L'équipe d'Argentine de football participe à sa 35e Copa América lors de l'édition 1997 qui se tient en Bolivie du 11 juin 1997 au 29 juin 1997. Elle se rend à la compétition en tant que quart de finaliste de la Copa América 1995.
Les Argentins passent le premier tour en terminant deuxième du groupe A puis ils sont de nouveau éliminés en quart de finale.

## Résultat

### Premier tour
| Classement final |           |     |   |   |   |   |    |    |      |
|                  | Équipe    | Pts | J | G | N | P | BP | BC | Diff |
| 1                | Équateur  | 7   | 3 | 2 | 1 | 0 | 4  | 1  | +3   |
| 2                | Argentine | 5   | 3 | 1 | 2 | 0 | 3  | 1  | +2   |
| 3                | Paraguay  | 4   | 3 | 1 | 1 | 1 | 2  | 3  | -1   |
| 4                | Chili     | 0   | 3 | 0 | 0 | 3 | 1  | 5  | -4   |

| 11 juin | Équateur  | 0 | 0 | Argentine |
| 11 juin | Paraguay  | 1 | 0 | Chili     |
| 14 juin | Argentine | 2 | 0 | Chili     |
| 14 juin | Équateur  | 2 | 0 | Paraguay  |
| 17 juin | Équateur  | 2 | 1 | Chili     |
| 17 juin | Paraguay  | 1 | 1 | Argentine |

| 11 juin 1997 | Équateur | 0 – 0   | Argentine | Estadio Félix Capriles (Cochabamba)           |                                               |
|              |          | (0 - 0) |           | Spectateurs : 17 000 Arbitrage : Jorge Nieves | Spectateurs : 17 000 Arbitrage : Jorge Nieves |

| 14 juin 1997 | Argentine                | 2 – 0   | Chili | Estadio Félix Capriles (Cochabamba)             |                                                 |
|              | Berti 83e · Gallardo 87e | (0 - 0) |       | Spectateurs : 9 000 Arbitrage : Antônio Pereira | Spectateurs : 9 000 Arbitrage : Antônio Pereira |

| 17 juin 1997 | Paraguay             | 1 – 1   | Argentine                         | Estadio Félix Capriles (Cochabamba)          |                                              |
|              | Chilavert 90e (pen.) | (0 - 0) | Gallardo 75e (pen.) · Rotchen 86e | Spectateurs : 8 000 Arbitrage : Jorge Nieves | Spectateurs : 8 000 Arbitrage : Jorge Nieves |

### Quart de finale
| 21 juin 1997 | Pérou                     | 2 – 1 | Argentine           | Estadio Olímpico Patria (Sucre)              |                                              |
| | Carazas 30e · Hidalgo 61e | (1 - 0) | Gallardo 66e (pen.) | Spectateurs : 9 000 Arbitrage : Byron Moreno | Spectateurs : 9 000 Arbitrage : Byron Moreno |
| Miranda - Reyna, Dulanto, Rebosio, Torres - Hidalgo, Muñoz, Carazas ( 52e Prado), Palacios - Cominges ( 73e Cavero), Sáenz ( 62e Palomino) | Équipes                   | Roa - Pineda, Vivas, Berizzo ( 67e), Cardozo ( 46e Martínez) - Bassedas, Zapata ( 82e), Gallardo ( 67e), Cardoso ( 46e Berti) - Delgado, Cruz ( 46e Posse) |                     | Spectateurs : 9 000 Arbitrage : Byron Moreno | Spectateurs : 9 000 Arbitrage : Byron Moreno |

## Navigation